# Ґуннар Бар
Ґуннар Бар (нім. Gunnar Bahr, 21 жовтня 1974) — німецький яхтсмен.
Срібний призер Олімпійських Ігор 2000 року в класі Солінґ.